# Димитар Папрадишки
Димитар Андонов Папрадишки (Папрадиште, 1859 — 4. јануар 1954, Скопље) био је македонски сликар. Он је у ликовним круговима познат као историјски сликар и портретиста.

## Живот и каријера
Рођен је 1859. године у малом селу Папрадиште у близини града Велеса. У свом родном месту, а затим и у Велесу, завршио је ниже разреде основне школе који су у том периоду били доступни. 
Како школовање није био у могућности да настави, са 20 година се осамосталио и постао иконописац.
Током 1887. године, након прве (успешне) изложбе, сазнао је да цело село, па и његова породица, опљачкано уништено. Ова вест га је приморала да се врати и помогне својој породици. Остао је да живи у родном селу и више се није вратио у Москву на факултет.
У свом раду био је независтан, а прва уметничке искуства стекао је од свог оца. Заједно са оцем, обављао је посао иконописца у црквама у Гевгелији и Дојрану. Како је његов уметнички таленат, наслеђен од оца, дошао до изражаја, убрзо је поста самосталан у раду и постао бољи иконописац од оца.

#### Награде
- Награда за дуг и креативни рад (1940)
- Проглашен је за почасног члана Народног музеја у Скопљу (1946)

Умро је 4. јануара 1954. године у 95 години живота у Скопљу.

## Породица
Димитар Папрадишки потиче из породице емиграната. Албанци су их приморали да се иселе из свог родног села Торос. Цела породица, генерацијама уназад, бавила се осликавањем фресака, али и грађевинским радовима (клесари и гравери). Његов животни позив није био неочекиван.

## Образовање
Жеља да настави школовање никада га није напустила па је тако од 1882—1883. године уписао уметничку ликовну школу за иконописце у Кијеву коју је успешно завршио. На наговор свог професора, 1887. године, наставио је студије на престижном московском Универзитету. Слушао је све суестије и предлоге професора и први пут се представио својим радом, иконе у византијском стилу, на изложби конкуренције одржане на Богословском академији у Москви.
Икона је освојила сребрну медаљу на такмичењу и новчану награду од 1000 рубаља. Примњен је у редовно образовање и добио стипендију.

## Ликовно стваралаштво

### Рани период
Рани период његовог стваралаштва био је дуг и креативан. Био је испуњен несигурношћу који је дубоко обележена трагичном судбином Македоније, прожет револуционарним идејама за ослобођење Македоније.
Нешто касније, постао је истомишљеник и сарадник Гоце Делчева кога је упознао 1896. године у Новом Селу где су обојица били професионално ангажовани: један као уметника а други као учитељ.
У више наврата прогањан је и затваран.
Први пут био је у затвору 1878. године, у Дојрану где је био осуђен због своје образовне делатности због не коришћења грчког већ словенског језика македонског становништва, потом 1905 и 1906 године, за своје револуционарне активности. 
Заједно са другим истакнутим грађанима, осуђен је на доживотни затвор у Скопљу. Захваљујући интеренцији аустријског конзула, пуштен је након 9 месеци. Поново је затворен 1913. године од стране Владе Србије у Велесу, а потом пребачен у затвор у Косовској Митровици.
Након поделе Македоније у оквиру мировног споразума у Букурешту, ослобођен је.
Након завршетка Првог светског рата, 1919. године, трајно се преселио у Скопље где отвара атеље. У њему је упознао прве ликовне уметнике: Николу Мартиновског и Тому Владимирског.
У културном окружењу у Скопљу, успешно поставља темеље профилног сликарства.

### Касни радови
Својим радом истиче се као уметник у последње две деценије 19. века. Утицао је, готово неприметно, али трајно на уметничке трендове у Македонији. Иако није био академски образован, ширина његовог духа прихваћена је и користи се у новим ерама сликарства.
Крајем 19. века (1885—1887) црквено сликарство допринело је да влада као уметник модерног сликовног рукописа који је практиковао.
Црквеним сликарством, започео је своју уметничку каријеру и остао јој је веран скоро до краја своје креативне уметности.
У периоду од 1881. до 1883. године, радио је на осликавању фресака у цркви Светог Атанасија у селу Теово. Овај период сматра се почетком стварања личног ликовног печата.
Заједно са сликаром Петром Николовим радио је на осликавању фресака у цркви Светог Јоакима Осоговског (1885 и 1887). Заједнички рад са Петром, за њега је предтављао корисно искуство, јер је добио прилику да се упозна са традиционалним стилом иконописа.
Његове стална тежње за оплемењивањем иконографским ликовима била је под контролом старијих сликара са којима је радио на осликавању живописа у цркви Светог Димитрија у Кривој Паланци, 1887. године, и цркви Светог Пантелејмона у Пантелејмону 1888. и 1889. године.
Последњих деценија 20. века, у својој зрелој фази сликарства, тежио је ка тенденцији промовисања европских предности.
Делимично је осликао фреске на западној фасади манастира Свети Јоаким Осоговски, и фреске Рођења Пресвете Богородице, 1893. године.
Почетком 20 века, Андонов је радио на иконопису цркве Свети Никола и Свети Георгије у родном селу.
У самостану недалеко од Гњилана (1901—1903), његова уметност постала је предмет утицаја на српску уметност и иконографију.

## Фазе сликарства

#### Прва фаза
Обухвата период (1879-1887), и његова сликарска дела, након повратка са школовања. Радио је са локалним сликарима у радионицама и осликавао цркве и манастире из непосредног окружења.

#### Друга фаза
Период (1888-1897) у коме показује позитиван напредак и излази ван оквира традиционалног сликарства. Сродни рад са Станиславом Доспевским Самоковим, бугарским сликаром, руског духа иконописања.

#### Трећа фаза
Односи се на период (1897-1920) његовог рада на иконостасима у Србији, прихватању иконографски решења који су својствени у сликарству цркава у Србији и Војводини, досликавању шаблоне из западних извора. (Свети Димитрије - Скопље (1897), Ствети Ницолаа - Гњилане (1901), Свети Георгије - Самостан (1903), ). У Митровици, Свети Сава - Косовска Митровица, сеоска цркви - Велес (1918/20)).

#### Четврта фаза
Обухвата период (1920-1930) који одликује представљање визуелне предности свог искуства са еминентним сликара Војводине, Урошем Предићем и успостављању сарадње са Костом Вангеловким. Ова два уметника допринела су нијансирњу и допуни приликом осликавања цркве Свети Георгије у Кратову 1925. године.

#### Пета фаза
Последња фаза сликарства је пероид (1930-1940) у коме се манифестује континуитет у његовом сликарству и оријентацију помоћу линија као примарном средству у палети боја.
Последњих година четврте деценије 20. века, полако опада квалитет у раду јер се у већој мери ослања на прекомерне стилизације раду.
На крају последње деценије, тврдоглаво се трудио да изађе у сусрет црквеним потребама иако је већ био у поодмаклим годинама. Упркос старости, радио је до последњих дана живота.

## Заоставштина
Димитар Папрадишки у својој дугој стваралачкој каријери, насликао више од 1200 икона, око 100 цркава у Македонији и Србији.
Сматра се једним од најпродуктивнијих сликара. Био је зачетник портретног сликарства међу македонским сликарима и први модерни сликар у новијој македонској уметности.